# Covè
Covè è una città situata nel dipartimento di Zou nello Stato del Benin con 38 667 abitanti (stima 2006).